# Les Hommes qui me parlent

Les hommes qui me parlent est un récit autobiographique d'Ananda Devi, publié en 2011 aux éditions Gallimard. Il s'agit d'une œuvre littéraire qui peut être qualifiée de « roman personnel » et qui est considérée par l'autrice comme un « journal intime, une autofiction tournée sur elle-même ».
Le texte contient davantage de réflexions personnelles et intimes que ses romans précédents ; il s'articule autour d'une réflexion portée sur le processus d'écriture, sur son rapport à celui-ci et sur l'enfermement des femmes au sein de la cellule conjugale et familiale, à partir d'une introspection ; afin de permettre à l'autrice de se réapproprier son discours, son identité objectivée par les hommes qui l'entourent, « offerte à la parole des hommes. Parce que je suis une femme. »

## Présentation
Le récit est constitué de plusieurs chapitres sans titre, dont la longueur varie mais qui dépassent rarement dix pages. Ils forment des sections dans le livre apparemment livrées sans structure définie et stable, sans fil chronologique évident, abordant différents thèmes à travers une écriture essayiste sur l'intime. Ce récit introspectif permet à l'autrice de se placer comme un personnage littéraire qu'elle regarde et analyse par le biais d'une démarche de « s'écrire soi » dans un espace littéraire que l'autrice possède et contrôle, comme une « chambre à soi » selon l'expression de Virginia Woolf ; c'est-à-dire un lieu dans lequel une femme peut écrire grâce à des conditions matérielles propices à l'écriture, et auquel Devi accède en fuyant la cellule conjugale et familiale. Ainsi, l'écriture féminine est rendue possible par la fuite, par un exil loin de son mari et de ses fils, afin de se concentrer sur elle-même, dans une chambre d'hôtel.
Les hommes qui me parlent peut être défini comme un récit autobiographique, un roman autofictionnel qui se mêle à une réflexion profonde sur la composition littéraire, sur l'essence, sur la qualité de l'écriture et sur le rapport d'un auteur avec le processus d'écriture.
La démarche introspective de l'autrice est au centre de cet ouvrage et elle est nécessaire pour la survie de l'autrice et de la femme, qui doit s'affranchir du carcan familial, « dépasser le carcan du mâle pour aller sa propre vérité » afin de « réapprendre à respirer ». Les différents chapitres du livre sont tantôt teintés de mélancolie, de désespoir alors que certains sont portés par l'espoir ; l'épilogue du livre termine sur une volonté de conclure par une note joyeuse comme la narratrice-autrice l'écrit et elle revient à la quête de soi initiale du texte qui doit permettre de nous libérer de notre propre carcan, qui est celui que nous nous forgeons nous-même : 

« […] une grandiose fureur mécanique qui nous fait comprendre un jour – contredisant Sartre – que toute cette coque et ce pelage n'étaient que le camouflage et le subterfuge de notre plus grand, de notre plus intransigeant et notre plus implacable ennemi : 
Nous. »

— Devi, Ananda, Les hommes qui me parlent,

## Personnages
- Ananda Devi : l'autrice est à la fois la narratrice, le sujet d'analyse et le personnage central du récit,

« Ce texte, pour une fois, est dans le prolongement de la femme que je suis et non de l'écrivain qui retourne les pierres pour regarder grouiller les hommes avant que de les broyer. Si j'en suis le sujet, je devrais pouvoir, plongée dans mes eaux troubles, trouver la percée qui me mènerait hors de moi-même. »
- Époux d'Ananda Devi : son nom n'est pas donné, il est l'homme qui la juge et la relation que les deux époux entretiennent s'est dégradée avec le temps, jusqu'à ce que leur lien soit rompu, et que ne demeurent que des reproches, de l'incompréhension et de l'amertume.
- Fils d'Ananda Devi : le fils aîné et le fils, « le fils aîné est silencieux »[6] et le fils cadet qui est en colère, malheureux et qui porte un regard accusateur sur sa mère, l'accable de reproches. C'est de ce fils qu'est partie la rédaction du livre Les hommes qui me regardent, « Ce texte est venu de lui, de son interrogation, de son défi, de sa souffrance, de sa colère. »[7] ; il perçoit et ressent le carcan dans lequel vit sa mère et lui aussi a sa propre prison ; le mal-être héréditaire qui structure les maillons familiaux.
- Père d'Ananda Devi : homme doux, auquel l'autrice écrit rendre hommage et il le est personnage qui permet d'introduire une réflexion sur la place qu'occupent les femmes, les épouses et les mères au sein de la famille, « Enfant, j'adorais mon père. Adulte, j'ai compris ma mère. »[8]
- Ami-écrivain : aussi appelé l'Ange Noir, c'est un homme avec lequel Devi correspond, qui l'encourage sévèrement et qui la pousse à travailler davantage, vers une quête intransigeante, inatteignable car la barre est placée toujours plus haut, ce qui pose la problématique de l'angoisse face à l'échec dans la création artistique.
- Double écrivain : elle est l'alter ego, la composition « hybride », « mutante » d'Ananda Devi, c'est ce pseudo « A.D.N » qui est l'écrivaine. Elle entraîne une dissociation au sein de son être, nécessaire pour le processus d'écriture car ce double-écrivaine est moins vulnérable, moins faible, plus intransigeante que Devi. Elles partagent une relation ambivalente, douloureuse, « La femme qui me parle est plus dure que tous les hommes qui m'ont parlé. »[9]

## Analyse
Dans Les hommes qui me parlent, Ananda Devi propose une réflexion sur le processus de créativité et d'écriture au sein de sa vie de femme, d'épouse, de mère, qui sont les identités plurielles et constitutives de sa propre identité, forgée et imposée par les hommes qui l'entourent. Dans un récit à la temporalité bousculée, l'autrice se redéfinit afin de dépasser l'identité aliénée, et c'est à travers une succession de chapitres qui ne suit pas un ordre préétabli mais plutôt un fil de pensée, d'émotions chaotiques et spontanées, que Devi élabore le chemin de sa pensée. Chaque chapitre exploite un thème, un ton, un rythme d'écriture différent qui n'est pas forcément en lien évident ou direct avec le chapitre précédent, et qui créé un glissement de la temporalité.
Elle explore dans son histoire personnelle et familiale, dans ses émotions et dans sa mémoire afin de mieux cerner et de re-signifier son identité de femme et d'écrivaine, qui a été jusqu'alors définie par les hommes de son entourage, les hommes qui lui parlent ; c'est par cette annonce de désir de reprendre la parole, de se réapproprier son propre discours que le récit s'ouvre :

« Tous ces hommes qui me parlent. Fils, mari, père, amis, écrivains morts et vivants. Une litanie de mots, d'heures effacées et revécues, de bonheurs révolus, de tendresses éclopées. Je suis offerte à la parole des hommes. Parce que je suis une femme. »

— Devi Ananda, Les hommes qui me parlent
La violence de l'image renvoyée par son mari et son fils est causée par l'absence d'autorité et de contrôle que l'autrice a sur cette identité, en effet cette image est le portrait négatif d'une femme faible, qui ne crée rien, qui est impuissante et ignorante, protégée du monde extérieur. Elle se montre sans complaisance sur ses propres faiblesses, ses compromissions, sa soumission aux convenances.
L'écriture est libératrice, émancipatrice, elle permet une appropriation de soi, le sexe est vécu comme une prison, « Puis-je changer de sexe et de corps ?».
L'identité de la femme, mère écrivaine, est monstrueuse car elle est hybride et pleine de paradoxes, en effet elle est axée autour du regard des hommes, de l'objectivation du corps de la femme, désiré et détesté, ainsi qu'autour de plusieurs formes auxquelles l'autrice écrit être prise au piège :

« être un objet de désir sur lequel s'engluent des autres formes, mensongères, conjurées par les fantasmes ou par les illusions, femme, mère, amante, proie inaccessible ou au contraire être de faiblesse et de fragilité, pourquoi ne pas tout détruire d'un seul coup en disant : je suis un monstre ? »

— Devi Ananda, Les hommes qui me parlent
L'écriture permet de dépasser ces carcans identitaires et sociétaux, de les bouleverser et de résister. Cette écriture a parfois un caractère chaotique, les démons de l'autrice-narratrice qu'elle libère ici qui sont associés à la maladie dévastatrice, à une tumeur et qui l'aliène complètement, c'est une « poétique de la désespérance, de la douleur aussi » dont l'écrivaine ne peut pas se détacher car elle est reliée à son existence ; elle aborde la tentation du suicide, de l'alcool, des médicaments qui lui offrent une échappatoire possible, une fuite.
Mais c'est finalement par l'écriture, permise par un exil physique, que l'autrice s'échappe momentanément du carcan social et familial. L'écriture devient thérapeutique, compensatoire, nécessaire, et « Le texte devient alors témoignage d’une soudaine prise de conscience qu’un insidieux processus l’a portée et où elle s’est laissé enfermer dans des convenances, dans des rôles, jouant la femme, la mère, la romancière, selon ce que l’on attendait d’elle. »
Devi affirme pouvoir être considérée comme une écrivaine sensorielle et elle relie ainsi son écriture à un acte charnel, intime, qui est lié au corps et au dépassement du corps qu'elle célèbre, et qui est directement associé à son oppression en tant que femme. L'écriture de l'autrice peut être associée à la notion d'écriture féminine, en effet, l'autrice inscrit ses écrits autour d'une forme de parenté littéraire, les échos des voix des femmes, forment une « Trinité » féminine affirmée, comme moyen d'opposition face à l'écrasante et invisibilisante trinité d'hommes. Virginia Woolf a joué un rôle important dans la lecture et l'écriture de Devi. Cet héritage féminin passe aussi par Toni Morrison, à qui elle emprunte l'expression sorrowful women à laquelle elle s'identifie, car elle tout comme sa mère avant elle ont hérité de l'oppression commune faite aux femmes qu'elle compare à chaînes emprisonnantes.
Elle fait aussi état de l'importance de la place d'un héritage littéraire de manière plus générale, convoquant plusieurs écrivains et écrivaines dans Les hommes qui me parlent, ces « frères écrivains » à qui elle rend hommage. 
La recherche de la vérité, d'authenticité place l'autrice dans une position de dévoilement, à propos duquel Sami Tchak dans sa note de lecture sur Les hommes qui me parlent parle d'une « évidence de l'autobiographie », d'une transparence de l'écriture qui déroute :
« Ananda Devi s'est tellement dévoilée dans ce livre que maintenant plus qu'auparavant, ses lectrices et lecteurs la liront en se demandant qui elle est réellement, car Les hommes qui me parlent l'habillent d'une nudité plus imperméable qu'un sari à l'illusoire transparence. » )
La création est un travail périlleux et qui rend vulnérable, l'écriture est associée à la maternité (« accoucher de toi-même ») et à la difficulté d'associer le rôle de mère et d'écrivaine ; en effet, elle étudie la culpabilité de mère auquel elle doit faire face, la solitude qui lui est propre qu'elle nomme « maternitude ». La cellule familiale est étouffante et violente, elle la qualifie de « piège », où elle se sent « traquée » et dont les membres qui la composent sont en rupture et ne communiquent plus depuis longtemps. 
Les réflexions autour du caractère ontologique des personnages de fiction sont l'un des thèmes abordés dans cet ouvrage, Devi effectue un rapprochement entre les personnages de ses précédents romans et elle-même ; « ces femmes qui me ressemblent comme deux gouttes d'eau » qui l'épuisent, dont elle ne peut pas se séparer et qui lui permettent de revenir à elle-même, « Ils sont tatoués de la tête aux pieds de l'encre qui nous constitue. » En devenant l'Autre, elle prend possession de son identité et redevient elle-même, comme l'analyse Vicram Ramhari dans « Problématique de l'Autre et du Même dans l’œuvre romanesque d'Ananda Devi » : « la narratrice polarise son attention sur ses rapports avec l'Autre sans pour autant minimiser le rôle de celui-ci dans la formation et la transformation de son identité à elle ».
À travers les personnages de ses romans, Devi réinvente sa vie, réinvente le réel. Ses personnages lui permettent d'oser ce qui lui est impossible dans la vie réelle, « Il y a une scission de moi-même. Dans mes livres j'ose tout. »,. Pourtant, Devi se défend d'être la même personne que ses personnages féminins, car si elles sont une forme d'elle-même, elles ne sont pas elle, elles sont des créations.
Le processus d'écriture du livre Les hommes qui me parlent est affirmée plusieurs fois dans le texte, il s'agit pour l'autrice de comprendre, afin de réagencer son temps, sa vie, elle-même.
Le récit se construit donc comme un assemblage de plusieurs pensées, idées, thèmes, tous liés autour du processus d'écriture qui façonne aussi la vie réelle de l'écrivaine, qui, tout au long du texte, est dans une recherche permanente de soi, pour trouver un moyen d'exister et de s'affranchir de la peur qui a régi et cadenassé sa vie ; l'écriture semble être à vif et l'écrivaine reconnaît qu'elle ne peut aspirer à un bonheur permanent, stable, mais à un apprentissage constant, la re-naissance de soi, « à travers un renouveau des sensations et du désir. »
Dans un entretien accordé à Sylvestre Le Bonavec, Ananda Devi analyse le procédé d'écriture dans Les hommes qui me parlent ainsi :

« Dans ce livre, j'analyse la manière dont les relations familiales nous assujettissent à un rôle et nous amènent à nous y conformer alors que nous ne devrions jamais nous laisser ainsi emprisonner - nous sommes des individus, non des fictions ou des rôles. La femme en particulier est souvent prisonnière du fait d'être "mère", "épouse", "fille" etc., et sa participation plus large sur le plan social, culturel, professionnel et autre semble être tributaire de ces identités-là. »

— Devi, Ananda, entretien avec Sylvestre Le Bonavec